# Zalepidota echinata
Zalepidota echinata är en tvåvingeart som först beskrevs av Mani 1954.  Zalepidota echinata ingår i släktet Zalepidota och familjen gallmyggor. Inga underarter finns listade i Catalogue of Life.